# هیلزدیل (میشیگان)
هیلزدیل، میشیگان (به انگلیسی: Hillsdale, Michigan) یک شهر در ایالات متحده آمریکا با جمعیت ۸٬۳۰۵ نفر است که در میشیگان واقع شده‌است.

## موقعیت جغرافیایی
موقعیت جغرافیایی شهرها و مناطق اطراف به شرح زیر است: